# ظلال على جدران الموت
ظلال من جدران الموت (بالإنجليزية: Shadows from the walls of death)‏ هو كتاب للكاتب والكيميائي الأمريكي الدكتور روبرت سي كيدزي تم تأليفه سنة 1863 بولاية ميشيغان.

## منطقية الكلام القائل بالموت
ربما تجد هذا الكلام غير منطقي، أو قد تسخر من الكلام، وتعتقد أنها مجرد كلمات مبالغ فيها، أو أحتمال أنك تفكر أنه كتاب السحر والشعوذة ونوع من أنواع الدجل، وهذه الكتب تجعل من أي شخص يحاول قراءتها يموت، ولكن هنا الأمر يصبح مختلفا كليا، وبعد كل البعد عن هذه الاعتقادات، فكتابنا اليوم هو كتاب عادي جدا والغريب بالأمر هو أنه لمجرد فتحك للكتاب ومحاولة قراءته ستكون فيها نهايتك بلا شك موت مباشر، وبدون أن تمرض أو يصيبك أي نوع من أنواع المرض فأنه موت محتوم لا محالة.

## أسباب الموت
سبب موت الأشخاص الذين حاولوا قراءته لأن صاحب هذين الكتابين قام بوضع الزرنيخ على كافة صفحات الكتاب، وفي حالة لمس أو شم الزرنيخ فأنه سيموت بشكل مباشر، ولأجل هذا السبب أصبح هذان الكتابان ممنوع الاقتراب منهم أو لمسهم في العالم كله تم حظرهم، وفي حالة أردت قراءة ما كتب فيهما فيجب عليك إتباع هذه الخطوات وهي لبس القفازات وأيضا ارتداء قناع الوجه لحمايتك من شم رائحة أو لمس الزرنيخ المادة القاتلة

## عدد النسخ
هذا الكتاب يوجد منه نسختين فقط لا غير في العالم بأسره وهو بعنوان ”ظلال من جدران الموت“، بالإضافة إلى أنه يتألف من سبعة وثمانون صفحة.

## مكان وجوده
المكان الذي يوجد به هذا الكتاب هو الولايات المتحدة الأمريكية، وهو من ضمن كتب في مكتبة جامعة ميشيغان، وممنوع أن يقرأ أو يقترب منه أي شخص بدون أن يقدم على اتباع خطوات معينة لحماية حياته من الموت.